# Dukhan
Dukhân è il principale giacimento petrolifero del Qatar - e il solo onshore. È stato scoperto nel 1939, ma lo sfruttamento commerciale è iniziato solo nel 1950.
È composto da numerose riserve su diversi strati, il più profondo dei quali contiene gas naturale. Appartiene alla formazione "Khuff".
Il giacimento produce attualmente 300 000 bbl/die di petrolio leggero, ma relativamente ricco di zolfo. È stato iniettato molto gas nel giacimento (non solo il suo gas associato, ma anche gas di North Dome).
Il giacimento si estende su circa 80 km da nord a sud. È difficile stimare il contenuto di queste riserve, sembra che siano state inizialmente di 5 miliardi di barili e che ne restino 2, ma le fonti divergono.